# Зера Якоб Амха Селассие
Зера Якоб Амха Селассие (геэз ዘርአ ያዕቆብ አምሃ ሥላሴ; род. 17 августа 1953, Аддис-Абеба, Эфиопская империя) — наследный принц Эфиопии и глава Эфиопского императорского дома с 17 февраля 1997 года.

## Биография
Родился 17 августа 1953 года в Аддис-Абебе (Эфиопская империя). Единственный сын Амха Селассие (1914—1997), императора Эфиопии в изгнании (1989—1997), внук последнего правящего императора Эфиопии Хайле Селассие.
Окончил Итонский колледж и Эксетер-колледж в Оксфорде. Зера Якоб был назначен исполняющим обязанности наследного принца и наследником императорского престола Эфиопии в 1974 году своим дедом, императором Хайле Селассие. В 1973 году его отец, кронпринц Амха Селассие, пережил тяжелый инсульт и был отправлен на лечение в Швейцарию.
После падения монархии в Эфиопии принц Зера Якоб окончил учебу в Оксфорде в середине 1970-х годов и стал работать в банковском деле в США. Затем он вернулся в Лондон, чтобы быть ближе к родителям. Он был женат и имеет дочь, принцессу Лидету Якоб Зера, но впоследствии развелся со своей женой. Зера Якоб некоторое время сопровождал своего отца Амха Селассие, когда тот переехал в штат Виргиния в 1989 году, но позднее вернулся в Англию и поселился на некоторое время в Манчестере.
В апреле 1989 года, когда его отец, наследный принц Амха Селассие, был объявлен императором Эфиопии в изгнании, принц Зера Якоб был признан наследным принцем.
17 февраля 1997 года после смерти своего отца Амхи Селассие наследный принц Зера Якоб стал рассматриваться в качестве главы императорской династии Эфиопии. В настоящее время он проживает в Аддис-Абебе, столице Эфиопии.
С 2002 года принц Зера Якоб является исполнительным директором Эфиопского Фонда Мира.
Принц Зера Якоб Амха Селассие — глава Эфиопского Императорского Ордена Святой Марии Сионской. Он присуждает награды лицам за выдающиеся заслуги по оказанию помощи народу Эфиопии.

## Награды

### Национальные династические награды
- Кавалер Большой цепи Ордена Соломона (дом Соломона)[1]
- Суверен и кавалер Большой ленты Ордена Печати Соломона (дом Соломона)[1]
- Суверен и кавалер Большой ленты Ордена Царицы Савской (дом Соломона)[1]
- Суверен и кавалер Большой ленты Ордена Святой Троицы (дом Соломона)[1]
- Суверен и кавалер Большой ленты Ордена Императора Менелика II (дом Соломона)[1]
- Суверен и кавалер Большой ленты Ордена императора Хайле Селассие I (дом Соломона)[1]
- Суверен и кавалер Большого Креста Ордена Эфиопского льва (дом Соломона)[1]
- Суверен и кавалер Большой ленты Ордена Звезды Эфиопии (дом Соломона)[1]
- Суверен и кавалер Большого Креста Ордена Святого Антония (дом Соломона)[1]
- Суверен и кавалер серебряной юбилейной медали императора Хайле Селассие I и императрицы Менен (дом Соломона)[1]
- Суверен и кавалер медали в честь 75-летия императора Хайле Селассие I (дом Соломона)[1]
- Суверен и кавалер медали в честь 100-летия победы при Адуа Архивировано 17 сентября 2012 года. (дом Соломона).

### Иностранные награды
- Кавалер Большого Креста Ордена Святого Лазаря (Орлеанская королевская династия)[2]
- Кавалер Большой ленты Императорского Ордена Святого апостола Андрея Первозванного (Российская императорская семья)[3]
- Кавалер Большой ленты Королевского Ордена Барабана (Руандийская королевская семьи)[4].